# 라심 델리치
라심 델리치(보스니아어: Rasim Delić, 1949년 2월 4일~2010년 4월 16일)는 보스니아 헤르체고비나의 군인으로 보스니아 전쟁(1992~1995) 당시 보스니아 육군의 사령관(1993~1995)이다. 보스니아 전쟁 당시 보스니아 무자헤딘의 전쟁 범죄 행위를 방조한 혐의로 2008년 구유고슬라비아 국제형사재판소에 전쟁 범죄 혐의 유죄를 받았다.